# Eduard Metzger
Eduard Metzger, auch Mezger, (* 13. Februar 1807 in Pappenheim; † 16. September 1894 in München; vollständiger Name: Friedrich Eduard Metzger) war ein deutscher Architekt, Maler und Autor, sowie bayerischer Baubeamter und Hochschullehrer.

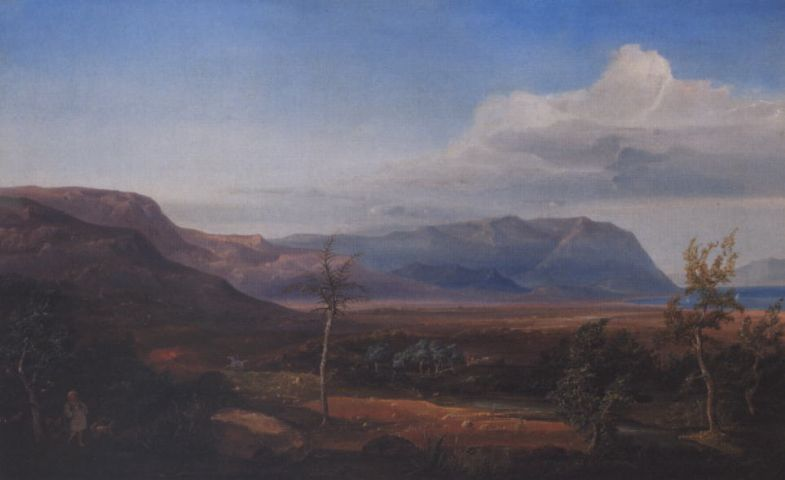
Griechische Landschaft, Bild von Eduard Metzger

## Leben
Metzger wurde als Sohn des Baurats Kaspar Metzger in Pappenheim geboren. Er studierte ab 1825 in der Münchner Akademie der Bildenden Künste und war dort ein Schüler von Leo von Klenze und bis 1828 ein Schüler von Friedrich von Gärtner, der ihn zu einem Bauprojekt nach Athen brachte. Er vollendete für Gärtner 1850 das Siegestor in München. 1833 wurde Metzger Professor der Zivilbaukunst in der Polytechnischen Schule München und 1846 königlicher Oberbaurat.

## Grabstätte

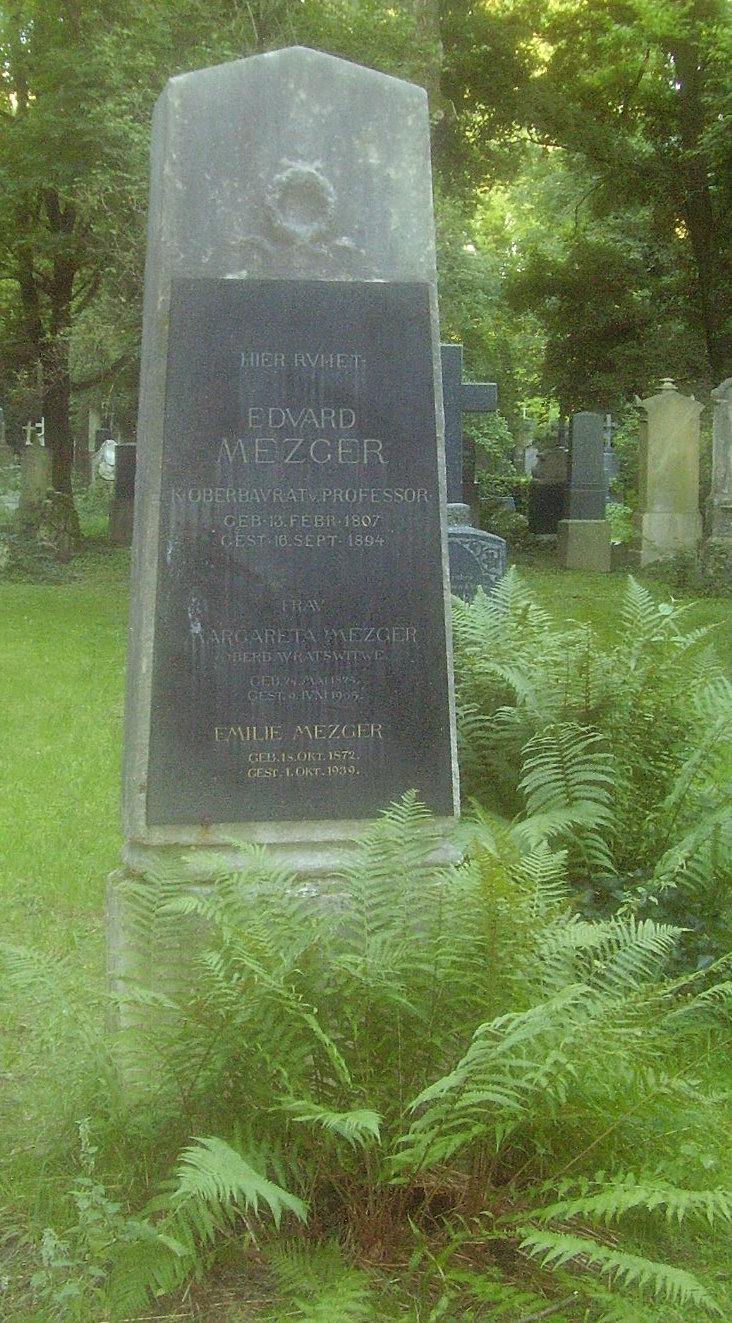
Grab von Eduard Metzger

Die Grabstätte von Metzger befindet sich auf dem Alten Südlichen Friedhof in München (Gräberfeld 30 – Reihe 13 – Platz 9) Standort.